# Elecció parcial de Christchurch East de 2013
L'elecció parcial de Christchurch East de 2013 tingué lloc el 30 de novembre a la circumscripció electoral de Christchurch East, una de seixanta-tres circumscripcions electorals generals de la Cambra de Representants de Nova Zelanda. La necessitat d'aquesta elecció parcial fou la vacança causada per la dimissió de la diputada Lianne Dalziel en ser elegida alcaldessa de Christchurch el 12 d'octubre.

## Vacança
La diputada de Christchurch East des de les eleccions de 1999 Lianne Dalziel, prèviament diputada de Christchurch Central entre 1990 i 1996 i diputada de llista de 1996 a 1999, dimití l'11 d'octubre de 2013. Va dimitir per a ser candidata en l'elecció a l'alcaldia de Christchurch del 12 d'octubre. Fou elegida àmpliament amb uns 72.000 vots per un marge d'uns 50.000 vots. Degut al sistema electoral neozelandès de representació proporcional mixta i aquesta vacança, la necessitat d'una elecció parcial per a reemplaçar a Dalziel va sorgir per a poder representar democràticament a l'electorat de la circumscripció per la resta del termini de la cinquantena legislatura —fins a les eleccions de 2014. El 30 d'octubre el Governador General Jerry Mateparae anuncià oficialment la convocatòria de l'elecció parcial.

## Circumscripció
Christchurch East és una de les seixanta-tres circumscripcions electorals generals de la Cambra de Representants de Nova Zelanda, d'un total de setanta circumscripcions electorals neozelandeses. A més, és una de setze circumscripcions de l'illa del Sud i una de cinc de Christchurch. S'estén pels barris de l'est de Christchurch, incloent-hi Aranui, Avondale, Bexley, Brooklands, Burwood, Chaneys, Dallington, Kainga, parts de Marshland, New Brighton, North Beach, North New Brighton, Ouruhia, Parklands, Queenspark, parts de Shirley, South New Brighton, Southshore, Spencerville, Stewarts Gully, Waimairi Beach i Wainoni.
És considerat per alguns comentaristes polítics una circumscripció Laborista, ja que cap altre partit hi ha guanyat des de les eleccions de 1922 —tot i que fou abolida entre 1946 i 1996. Però d'altres opinen que l'electorat tan sols votava per la carismàtica Dalziel i no perquè aquesta formava part del Partit Laborista. Un altre important detall en l'elecció parcial és el radical canvi demogràfic a Christchurch East a causa del terratrèmol de Christchurch de 2011. En les eleccions de 2011 Dalziel guanyà amb el 55,54% del vot però el Partit Nacional guanyà amb el 46,10% del vot.
Els canvis demogràfics es mostren en l'electorat decreixent de Christchurch East, amb 55.804 votants el març de 2006, 39.708 el novembre de 2011 i 33.265 el setembre de 2013. Dels 33.265 votants, un 36,9% eren majors de 54 anys i un 32,0% eren menors de 40 anys.
En les eleccions de 2011 en la circumscripció hi va haver una participació electoral del 73,4%. En les eleccions de 2008 va ser del 81,0% i en les eleccions de 2005 del 81,2%.

## Candidats
La Comissió Electoral anuncià el 5 de novembre la llista oficial dels candidats en l'elecció parcial.
|  | Candidat         | Partit      | Notes                                                       |
|  | ---------------- | ----------- | ----------------------------------------------------------- |
|  | Leighton Baker   | Conservador | Candidat el 2011.                                           |
|  | Matthew Doocey   | Nacional    | Expert en salut pública.                                    |
|  | Gaskin Ian       | Independent |                                                             |
|  | Adam Holland     | Independent | Candidat independent en l'elecció parcial d'Ikaroa-Rāwhiti. |
|  | Lambert Paula    | Cànnabis    |                                                             |
|  | Jenner Lichtwark | Democràtic  | Escriptora i periodista.                                    |
|  | David Moorhouse  | Verd        | Informàtic i candidat a Christchurch Central el 2011.       |
|  | Sam Park         | Independent |                                                             |
|  | Gareth Veale     | ACT         | Especialista en assegurances de terratrèmols.               |
|  | Poto Williams    | Laborista   | Gerent regional d'una ONG.                                  |

## Resultat
El resultat oficial fou anunciat l'11 de desembre. Poto Williams fou declarada electa i succeí a Lianne Dalziel com a diputada per a Christchurch East.
|              | Laborista                                     | Poto Williams    | 8.414  | 61,30 | +5,75  |
|              | Nacional                                      | Matthew Doocey   | 3.577  | 26,06 | -10,44 |
|              | Verd                                          | David Moorhouse  | 954    | 6,95  | +2,14  |
|              | Conservador                                   | Leighton Baker   | 494    | 3,60  | +1,74  |
|              | Independent                                   | Sam Park         | 78     | 0,57  | +0,57  |
|              | Cànnabis                                      | Paula Lambert    | 59     | 0,43  | -0,48  |
|              | ACT                                           | Gareth Veale     | 58     | 0,42  | +0,42  |
|              | Independent                                   | Adam Holland     | 31     | 0,23  | +0,23  |
|              | Independent                                   | Ian Gaskin       | 20     | 0,15  | +0,15  |
|              | Democràtic                                    | Jenner Litchwark | 20     | 0,15  | +0,15  |
| Vots nuls    | Vots nuls                                     | Vots nuls        | 21     | 0,15  |        |
| Participació | Participació                                  | Participació     | 13.726 | 41,18 | -31,80 |
| Majoria      | Majoria                                       | Majoria          | 4.837  | 35,24 | +16,20 |
|              | Circumscripció defensada pel Partit Laborista |                  |        |       |        |